# Indecent and Obscene
Indecent and Obscene är det andra fullängdsalbumet av det svenska death metal-bandet Dismember, som släpptes den 7 september 1993 av Nuclear Blast Records. Det har släppts två ytterligare versioner av albumet. Dismember kom på namnet för albumet när en brittisk dagstidning beskrev bandet som "Indecent and Obscene", på svenska "Oanständig och Motbjudande".

## Låtförteckning
1. "Fleshless" - 02:57
2. "Skinfather" - 03:51
3. "Sorrowfilled" - 04:08
4. "Case # Obscene" - 03:39
5. "Souldevourer" - 03:39
6. "Reborn in Blasphemy" - 04:49
7. "Eviscerated (Bitch)" - 02:21
8. "9th Circle" - 04:34
9. "Dreaming in Red" - 05:17

### Bonuslåtar på jewel case
1. "Hill 112"
2. "Beyond the Unholy Grave" (Death cover)

### Bonus på Digipacken
1. "Intro" - 00:14
2. "Pieces" - 03:07
3. "I Wish You Hell" - 02:22
4. "Soon to Be Dead" - 01:54

## Banduppsättning
- Matti Kärki - sång
- David Blomqvist - gitarr
- Robert Sennebäck - gitarr
- Richard Cabeza - bas
- Fred Estby - trummor